# Jefry Valverde
Jefry Antonio Valverde Rojas (San José, 10 de junio de 1995) es un futbolista costarricense que juega como interior izquierdo en el Deportivo Saprissa de la Primera División de Costa Rica.

## Selección nacional
El 28 de enero de 2022 fue convocado por el técnico colombiano Luis Fernando Suárez para representar a la selección de Costa Rica en dos partidos de la Clasificación Mundial 2022. El 30 de enero se dio su debut ante la selección de México, Valverde ingresó al terreno de juego al minuto 63 en el empate 0-0. Tres días después se enfrentó ante la selección de Jamaica, Valverde disputó como titular, siendo su cambio al inicio de la parte complementaria, el combinado patrio obtuvo la victoria 0-1.

#### Participaciones internacionales
| Competición                             | Sede                    | Resultado        | Partidos | Goles |
| --------------------------------------- | ----------------------- | ---------------- | -------- | ----- |
| Copa de Oro de la Concacaf 2023         | Estados Unidos · Canadá | Cuartos de final | 4        | 0     |
| Liga de Naciones de la Concacaf 2023-24 | Concacaf                | Cuartos de final | 2        | 0     |

#### Participaciones en eliminatorias
| Eliminatoria               | Sede  | Resultado   | Posición | Partidos | Goles |
| -------------------------- | ----- | ----------- | -------- | -------- | ----- |
| Clasificación Mundial 2022 | Catar | Clasificado | 4.ª      | 2        | 0     |

## Clubes
| Club                | País       | Año       |
| ------------------- | ---------- | --------- |
| Generación Saprissa | Costa Rica | 2014-2016 |
| Municipal Grecia    | Costa Rica | 2016-2017 |
| Curridabat F. C.    | Costa Rica | 2017-2018 |
| Puntarenas F. C.    | Costa Rica | 2018-2019 |
| L. D. Alajuelense   | Costa Rica | 2020      |
| A. D. San Carlos    | Costa Rica | 2020-2022 |
| Deportivo Saprissa  | Costa Rica | 2023-Act. |

## Palmarés

### Títulos nacionales
| Título                         | Club               | País       | Año  |
| ------------------------------ | ------------------ | ---------- | ---- |
| Primera División de Costa Rica | Deportivo Saprissa | Costa Rica | 2023 |
| Supercopa de Costa Rica        | Deportivo Saprissa | Costa Rica | 2023 |
| Recopa de Costa Rica           | Deportivo Saprissa | Costa Rica | 2023 |
| Primera División de Costa Rica | Deportivo Saprissa | Costa Rica | 2023 |
| Primera División de Costa Rica | Deportivo Saprissa | Costa Rica | 2024 |